# Унэби (гора)
Унэби (яп. 畝傍山 унэби-яма, «гора, извергающая огонь») — гора вулканического происхождения в Японии на территории города Касихара, в центрально-западной части префектуры Нара. Высота составляет 198,8 м.
Вместе с горами Аменокагу и Миминаси относится к так называемым «трём горам Ямато», среди которых является наивысшей. Подножие горы составляют гнейсовые породы, а часть среднего склона и выше — биотит и андезит. На вершине находится воронка потухшего кратера.
Под горой находятся мавзолеи четырёх легендарных императоров Японии — Дзимму, Суйдзэя, Аннэя и Итоку, а также много исторических памятников.
Сама гора воспета во многих японских древних песнях и преданиях, в частности, в произведениях первой японской поэтического сборника «Манъёсю».